# 東京都立八王子東特別支援学校
東京都立八王子東特別支援学校（とうきょうとりつ はちおうじひがし とくべつしえんがっこう）は、東京都八王子市石川町にある公立特別支援学校であり、肢体不自由児を教育対象とする。略称は「はちとう」である。

## 概要
・八王子市内にある3校の都立特別支援学校のうちの一つである（他の2校は八王子盲学校、八王子西特別支援学校）。小学部、中学部、高等部を設置しているほか、通学が困難な児童・生徒に対し、在宅訪問及び病院訪問教育を行っている。スクールバスは11コースあり、寄宿舎はない。管轄は西部学校経営支援センターである。
・肢体不自由教育を行う、「学園」ではない都立特別支援学校7校のうちの一つである（他の6校は小平、北、城南、村山、大泉、墨東）。肢体不自由教育のみを行う、肢体不自由単独の都立特別支援学校としては4校のうちの一つである（他の3校は城南、村山、大泉）。都立小平、北、墨東特別支援学校は病弱教育も行う併置校である。八王子東特別支援学校も病院訪問教育は行っているものの、分教室や病弱教育部門を設置していないため、併置校とはされない。
・特色ある教育活動としてダンスフェスティバルやボッチャフェスタ、お花学習を取り入れている。また、言語活動の充実を掲げており、「八東ライブラリー」の整備、充実やタブレット端末の積極的活用、おはなし会や「絵本の館」などの行事の企画、実施を推進している。これらの活動を通して、児童・生徒の思考力やイメージする力、表現力の向上を図っている。
・給食は、児童・生徒の食べる力に合わせて、初期食から普通食まで4形態の食事を提供している。季節の行事や旬の食材を取り入れ、安心・安全を基本に可能な限り手作りで、彩りよくおいしく、また食べる力を伸ばすための給食を提供している。食物アレルギーのある児童・生徒には、代替食を基本に個別の対応を行う。
・主に日野市、八王子市内を対象に、地域の特別支援教育を応援する「サポートデスク」を設けている。学校等のニーズに応じたスタッフ派遣や相談、情報発信を行う。

## 学校基本情報
- 住所：東京都八王子市石川町3246-1
- 設置学部：小学部、中学部、高等部（在宅訪問、病院訪問学級を含む。）
- 児童・生徒数：127名（令和2年5月1日現在、病院訪問学級を除く。）
- 教職員数：125名（令和2年4月1日現在）
- 通学区域： 日野市全域 ・八王子市のほぼ全域（八王子市のうち、鹿島・松が谷・大塚・東中野・ 堀之内・越野・松木・別所・南大沢・ 上柚木・下柚木・鑓水・中山・南陽台を除く。これらの地域は東京都立多摩桜の丘学園の学区となる。）

## 沿革
昭和53年11月 1日　　　東京都立八王子東養護学校（仮称）開設準備を開始  （開設事務室を東京都立村山養護学校に置く）
　　　　12月25日   東京都立学校設置条例の一部を改正する条例（東京都条例第102号）により、東京都立八王子東養護学校設置
昭和54年4月 1日    東京都立村山養護学校で開校
昭和55年1月12日    新校舎入校
平成19年　 東京都立八王子東特別支援学校と改称     
平成24年　校庭芝生化工事竣工、陸上競技用短距離走路設置
平成26年　「八王子東特別支援学校」路線バス停留所設置
平成30年　開校40周年

## 教育目標
本校は肢体不自由のある児童・生徒に対して、小学校、中学校および高等学校の目標に準じた教育を行うとともに、一人一人の実態に即した指導を行い、その可能性を十分に伸ばし、豊かな人間性と生きる力を向上させることを目指す。そのために以下の目標を掲げる。
①自分の身体についてよく知り、健康で安全な生活を送るための力を身に付ける。
②自然・生命を慈しみ互いの人格を尊重し合える豊かな心をもつ。
③コミュニケーション能力を伸ばし、社会性を高める。
④日常生活に必要な身体の動きや基本的生活習慣を身に付ける。
⑤学ぶ喜びや楽しさを知り、基礎学力を充実させる。

## 主な年間行事予定
4月 入学式
5月 授業参観
6月 小6移動教室、中3修学旅行
7月 学校公開、夏季プール指導、夏まつり
9月 中2移動教室、高2修学旅行、高1宿泊防災訓練
10月 八東祭(文化祭)
11月 開校記念日、ボッチャフェスタ
12月 道徳授業地区公開講座、学校公開、ダンスフェスティバル
1月 高等部入学相談 
2月 小・中学部一日入学 
3月 卒業式、修了式

## 交流
・平成27年度入学生より、原則として都立特別支援学校の小学部、中学部に在籍する全ての児童・生徒が副籍をもつことになっている。これに伴い本校でも副籍制度の利用を希望する児童・生徒が地域の小中学校と交流を行う。
・学校間交流としては、小学部は日野市立日野第三小学校及び八王子市立第八小学校、中学部は日野市立日野第四中学校 、 高等部は東京都立八王子東高等学校と、継続して学校単位での交流を行っている。

## アクセス
- JR日野駅より、京王電鉄バス（豊田駅行き）「八王子東特別支援学校」バス停下車徒歩3分
- JR日野駅より、京王電鉄バス（八王子駅行き）「日野台」バス停下車徒歩10分
- JR豊田駅より、京王電鉄バス（日野駅行き）「八王子東特別支援学校」バス停下車徒歩3分

- JR中央線日野駅、豊田駅が最寄駅である他、JR八高線小宮駅からもアクセスできる（徒歩約20分）。